# Khu vực 51
Khu vực 51 là tên gọi chung của một cơ sở tối mật của Lực lượng Không quân Hoa Kỳ (USAF) nằm trong Khu vực Huấn luyện và Thử nghiệm Nevada. Một biệt đội từ xa do Căn cứ Không quân Edwards quản lý, cơ sở này có tên chính thức là Sân bay Homey (XTA/KXTA) hay Hồ Groom (theo tên hồ muối nằm cạnh sân bay của nó). Chi tiết về hoạt động của cơ sở này không được công khai, nhưng USAF nói rằng đây là một khu vực huấn luyện mở, và nó thường được cho là để hỗ trợ việc phát triển và thử nghiệm máy bay thử nghiệm và các hệ thống vũ khí.  Không quân Hoa Kỳ mua lại địa điểm này vào năm 1955, chủ yếu để bay thử nghiệm máy bay Lockheed U-2.
Bí mật cao độ xung quanh căn cứ đã khiến nó trở thành chủ đề thường xuyên của các thuyết âm mưu và là thành phần trung tâm của văn hóa dân gian về vật thể bay không xác định (UFO).]{ Căn cứ này chưa bao giờ được tuyên bố là căn cứ bí mật, nhưng tất cả các nghiên cứu và sự việc xảy ra trong Khu vực 51 đều là Thông tin tối mật / nhạy cảm (TS / SCI).  CIA công khai thừa nhận sự tồn tại của căn cứ lần đầu tiên vào ngày 25 tháng 6 năm 2013, sau yêu cầu của Đạo luật Tự do Thông tin (FOIA) được đệ trình vào năm 2005, đồng thời, họ giải mật các tài liệu chi tiết lịch sử và mục đích của Khu vực 51.
Khu vực 51 nằm ở phần phía nam của Nevada, 83 dặm (134 km) về phía bắc-tây bắc của Las Vegas. Khu vực xung quanh nó là một địa điểm du lịch nổi tiếng, bao gồm thị trấn nhỏ Rachel trên "Xa lộ Extraterrestrial".

## Vị trí địa lý

### Khu vực 51

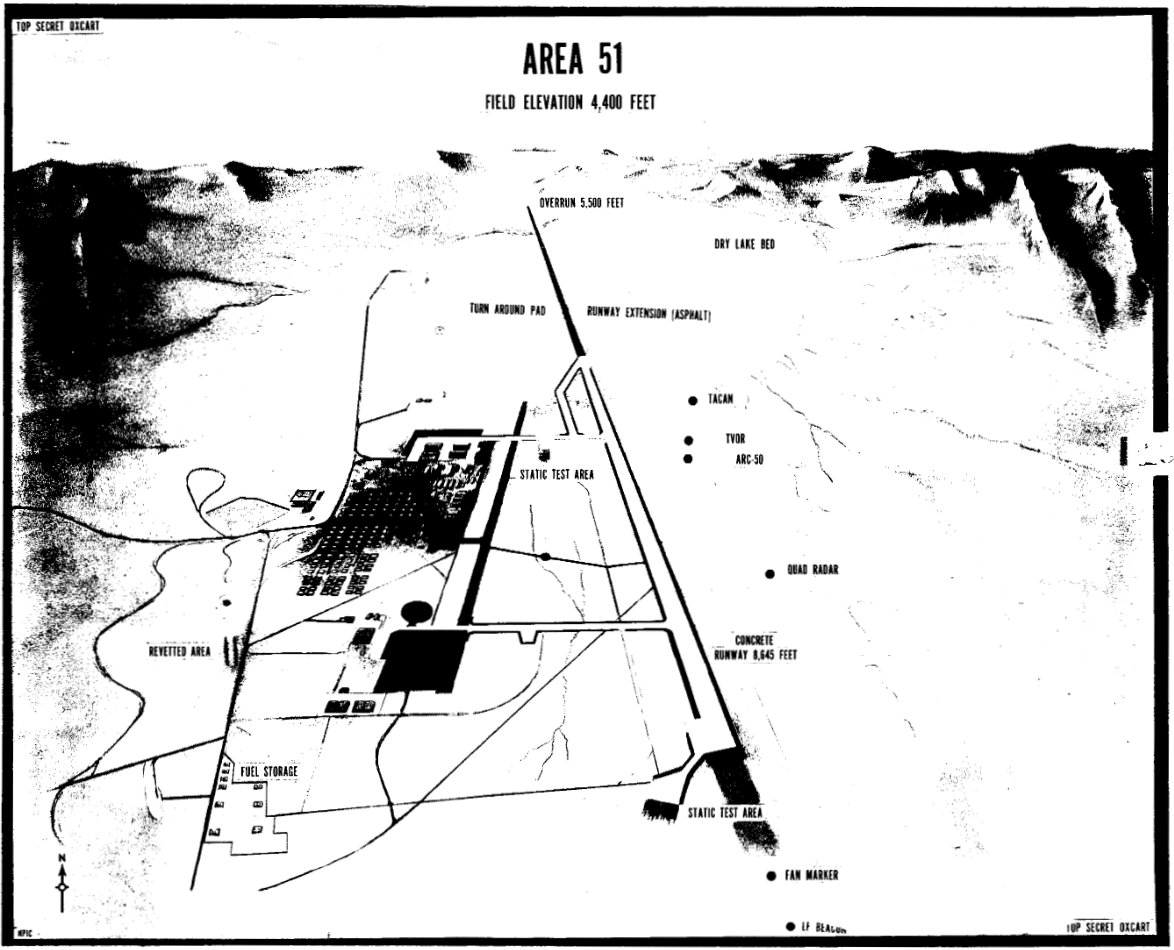
Một sơ đồ năm 1966 Cơ quan Tình báo Trung ương Hoa Kỳ (CIA) của Khu vực 51, được tìm thấy trong một bài báo không có tiêu đề, được giải mật, cho thấy đường băng dùng cho OXCART (Lockheed A-12) và các khu vực xung quanh (CIA/CREST RDP90b00184r000100040001-4).

Căn cứ hình chữ nhật này ban đầu có diện tích 6 nhân 10 dặm (9,7 nhân 16,1 km), nay là một phần của cái được gọi là "Groom box" (Khu vực hồ Groom), một vùng đất hình chữ nhật với kích thước 23 nhân 25 dặm (37 nhân 40 km), không phận bị hạn chế.
Khu vực này nằm bên trong khu thử nghiệm Nevada và mạng lưới giao thông đường bộ (NTS) được kết nối tới Khu vực 51 gồm có với những con đường nhựa hướng về phía nam tới Mercury, Nevada và phía tây của bồn địa Yucca, nơi đã từng diễn ra nhiều vụ thử nghiệm hạt nhân mạnh. Đầu phía đông bắc từ hồ, một con đường rộng và tốt hơn là Groom Lake Road (đường Hồ Groom) dẫn qua một con đường nối tiếp ở vùng Jumbled Hills (đồi Jumbled). Con đường trước đây dẫn đến các mỏ khoáng sản ở lưu vực của hồ Groom, nhưng đã được cải thiện kể từ khi đóng cửa các hầm mỏ này. Con đường quanh co, chạy qua một trạm kiểm soát an ninh nhưng khu vực bị hạn chế mở rộng về phía Đông. Sau khi rời khỏi khu vực hạn chế, con đường Groom Lake Road đi xuống về phía đông đến trung tâm của thung lũng Tikaboo, đi qua các con đường nhỏ hẹp, bụi bẩn đến một số trại chăn nuôi nhỏ, trước khi hội tụ với Nevada State Route 375 - "đường cao tốc Ngoài Trái Đất", tại phía nam của thị trấn Rachel.
Khu vực 51 chia sẻ biên giới với bình nguyên Yucca, một phần của Nevada Test Site (NTS)(Vùng thử nghiệm Nevada), nơi đã từng thử nghiệm tới 739 trên 928 vụ thử hạt nhân được tiến hành bởi Bộ Năng lượng Hoa Kỳ. Vùng chứa các chất thải hạt nhân ở bình nguyên Yucca có bán kính 44 dặm (71 km) về phía tây nam của Hồ Groom.

### Hồ Groom

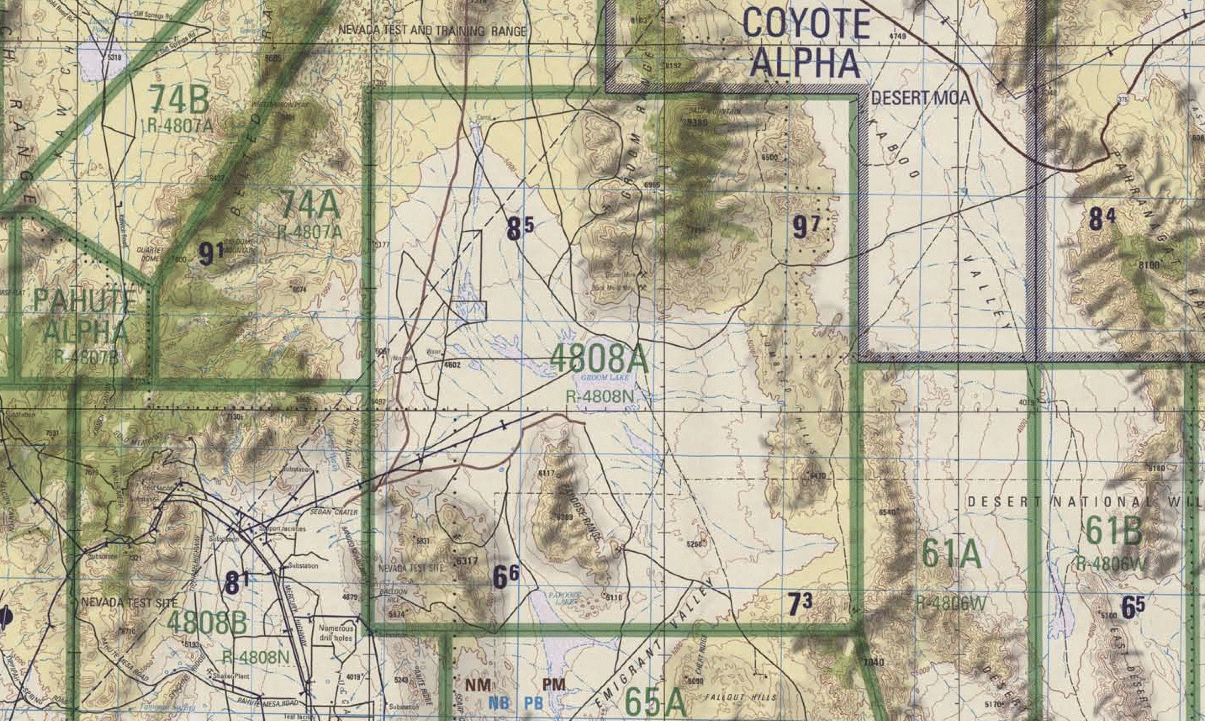
Phạm vi của Khu vực 51, bản đồ địa hình. Vị trí của Hồ Groom được đánh số 4808A trên bản đồ; với R-4808N hiển thị nhỏ nằm ngay phía dưới là khu đường băng của sân bay Khu vực 51.

Hồ Groom là một hồ muối lớn ở Nevada, sử dụng một phần cho đường băng của sân bay Nellis (KXTA) về phía bắc của Khu vực 51 căn cứ quân sự của Không quân Hoa Kỳ. Hồ rộng 4.409 ft (1.344 m2), cao khoảng 3,7 dặm (6,0 km) từ Bắc vào Nam 3 dặm (4,8 km), 4,2 dặm (7,5 km) từ Đông sang Tây, tại điểm rộng nhất của nó. Nó nằm trong một thung lũng có tên là Groom Lake Valley và có diện tích 25 mi (40 km) về phía nam của Rachel, Nevada.

## Lịch sử
Cái tên "Area 51" trong tiếng Anh không có nguồn gốc rõ ràng. Hầu hết việc chấp nhận cái tên này đều đến từ một hệ thống đánh số lưới điện tử của các khu vực do Ủy ban Năng lượng nguyên tử Hoa Kỳ (AEC); trong khi Khu vực 51 không phải là một phần của hệ thống này, nó lại nằm sát khu vực 15. Một giải thích khác là tên số 51 đã được sử dụng bởi vì nó không được chắc chắn rằng AEC sẽ sử dụng đánh số để phân biệt cho số lượng vùng đất quân sự mà họ có.
Theo Cơ quan Tình báo Trung ương (CIA), tên chính xác của cơ sở này là Sân bay Homey (XTA/KXTA) và Groom Lake, mặc dù tên Khu vực 51 đã được sử dụng trong một tài liệu của CIA từ Chiến tranh Việt Nam. Cơ sở này cũng được gọi là Dreamland và Paradise Ranch, và các biệt danh khác. Cơ quan quan hệ công chúng của USAF đã gọi cơ sở này là "một địa điểm hoạt động gần Hồ Groom Dry". Vùng trời sử dụng đặc biệt xung quanh lĩnh vực này được gọi là Khu vực hạn chế 4808 North (R-4808N).
Chì và bạc được phát hiện ở phần phía nam của Groom Range vào năm 1864. Một công ty chì của Anh là Groome Lead Mines Limited đã tài trợ cho Conception Mines khai thác khoáng sản trong những năm 1870. Công ty Groom được J. B. Osborne và các đối tác vào mua lại cổ phiếu năm 1876, con trai của Osborne đã mua đứt toàn bộ công ty trong những năm 1890. Khai thác khoáng sản tiếp tục cho đến năm 1918, sau đó bị tạm ngưng đến sau Thế chiến thứ II và bắt đầu lại đầu những năm 1950.
Các sân bay trong khu vực hồ Groom bắt đầu đưa vào sử dụng năm 1942 như Air Force Indian Springs Field, và bao gồm hai vùng đất rộng đến 5000 feet cho đường băng của sân bay. Các sân bay có thể đã được sử dụng cho các vụ đánh bom và thực tiễn pháo binh; các hố bom vẫn còn nhìn thấy ở bình nguyên Yucca, một vùng đất lân cận Khu vực 51.

## Các chương trình quân sự

### Chương trình U-2

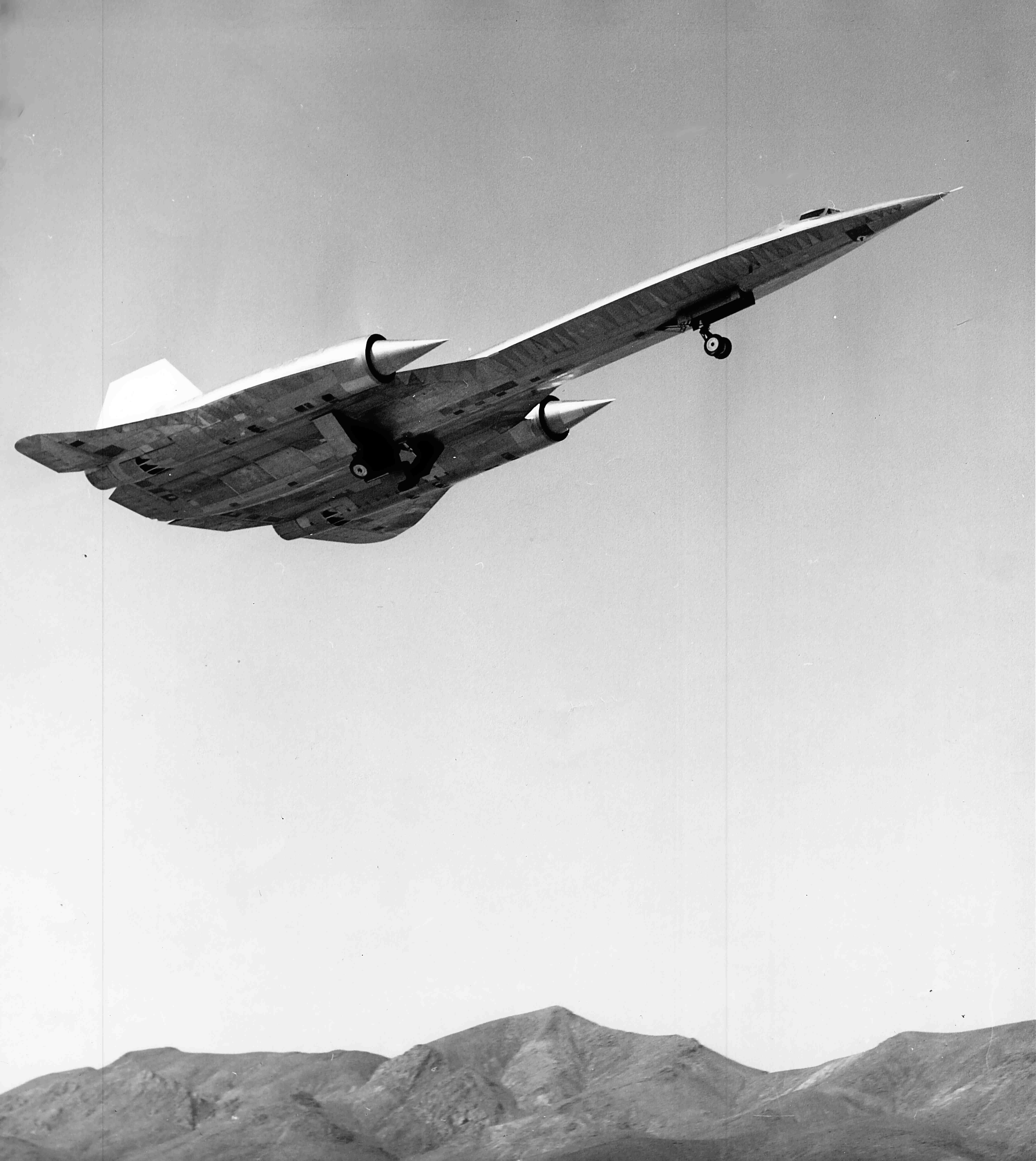
Trong tháng 11 năm 1959, chiếc "A-12 mock-up" đã trải qua cuộc thử nghiệm RCS tại Hồ Groom.

Các cơ sở thử nghiệm không quân tại Hồ Groom được thành lập vào tháng 4 năm 1955 do Cơ quan Tình báo Trung ương (CIA) cho Dự án Aquatone, sự phát triển của Lockheed U-2 - máy bay trinh sát chiến lược hạng nặng.
Loại máy bay này đã được phát triển mạnh tại chính khu căn cứ này. Nó cũng đã trở thành một máy bay nguy hiểm đáng e ngại trên thế giới.

### Chương trình OXCART

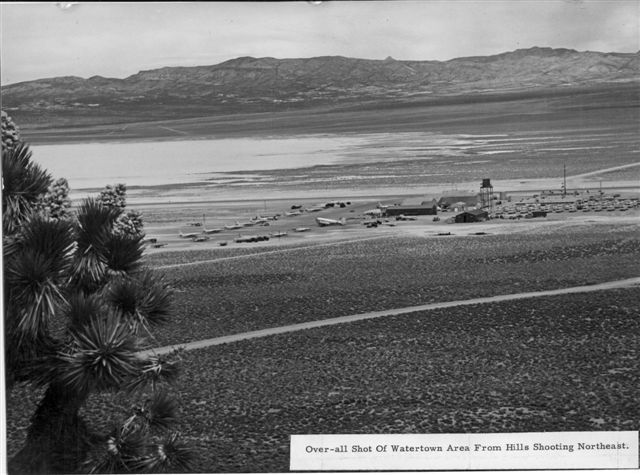
Khu vực 51 trong chương trình U-2

Dự án OXCART thành lập vào tháng 8 năm 1959 cho "nghiên cứu chống radar" (Antiradar), kiểm tra cấu trúc khí động học và thiết kế kỹ thuật cho tất cả các bộ phận sau này trên chiếc Lockheed A-12, bao gồm việc thử nghiệm tại Hồ Groom mà trước khi cải tiến trong OXCART, các thiết bị đó là chưa đủ: tòa nhà căn cứ chỉ chứa được có 150 người, đường băng nhựa đường chỉ dài 5.000 ft (1.500 m) như thế là không đủ cho các máy bay lớn cần đường băng dài và kho nhiên liệu hạn chế, nhà chứa máy bay và không gian căn cứ có cơ sở vật chất thấp.
CIA nhận được tám chiếc USAF F-101 Voodoo cho việc đào tạo, hai chiếc T-33 Shooting Star cho việc giảng dạy các trình bay của phi công, một chiếc C-130 Hercules để vận chuyển hàng hóa, một chiếc U-3A cho mục đích quản lý, một máy bay trực thăng để tìm kiếm và cứu hộ, và một chiếc Cessna 180 để liên lạc; công ty Lockheed cung cấp một chiếc F-104 Starfighter để sử dụng như một máy bay truy đuổi khi cần thiết.

### Lockheed D-21 Tagboard

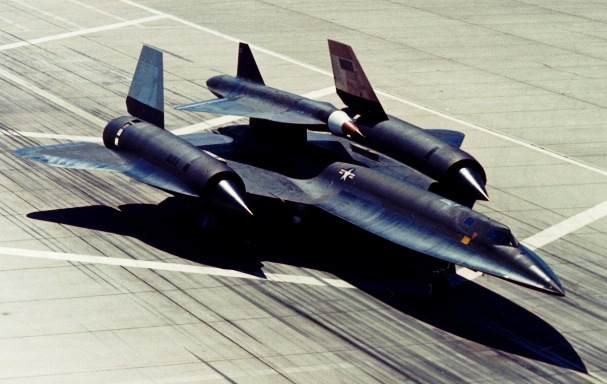
Chương trình D-21 tagboard. Một chiếc D-21 nằm trên lưng một chiếc M-21 trên đường băng

Nối tiếp sau sự mất mát một chiếc U-2 được lái bởi Francis Gary Powers trước Liên Xô, đã có nhiều cuộc thảo luận về việc sử dụng chiếc Oxcart A-12, một loại máy bay không người lái. Mặc dù Kelly Johnson đã đến để ủng hộ ý tưởng về máy bay không người lái trinh sát, nhưng ông phản đối sự phát triển của một mục tiêu giả là A-12, tranh rằng chiếc máy bay này quá lớn và phức tạp cho một thay đổi như vậy. Tuy nhiên, Không quân đã đồng ý tài trợ cho việc nghiên cứu một loại máy bay có tốc độ cao, và độ cao của máy bay không người lái vào giữa năm 1962. Không quân dường như đã chuyển cho CIA để hành động làm việc này, các dự án được chỉ định tên là "Q-12". Đến tháng năm 1963, thiết kế của máy bay không người lái đã được hoàn thiện. Đồng thời, Q-12 đã trải qua một sự thay đổi về tên. Để phân biệt nó từ các dự án A-12 khác, nó được đổi tên thành "D-21". (số "12" đã được đảo ngược lại là "21"). "Tagboard" là tên mã của dự án.
D-21 đầu tiên được hoàn thành vào mùa xuân năm 1964 bởi Lockheed. Sau hơn bốn tháng kiểm xuất và thử nghiệm tĩnh, chiếc máy bay đã được chuyển đến gần Hồ Groom và lắp ráp lại. Nó đã được thực hiện từ việc phát triển hai chỗ ngồi của A-12, gọi là "M-21". Khi D-21 và M-21 được ra mắt, bước đầu tiên là phải nghỉ sử dụng các chiếc U-2.

### Have Blue/Chương trình F-117

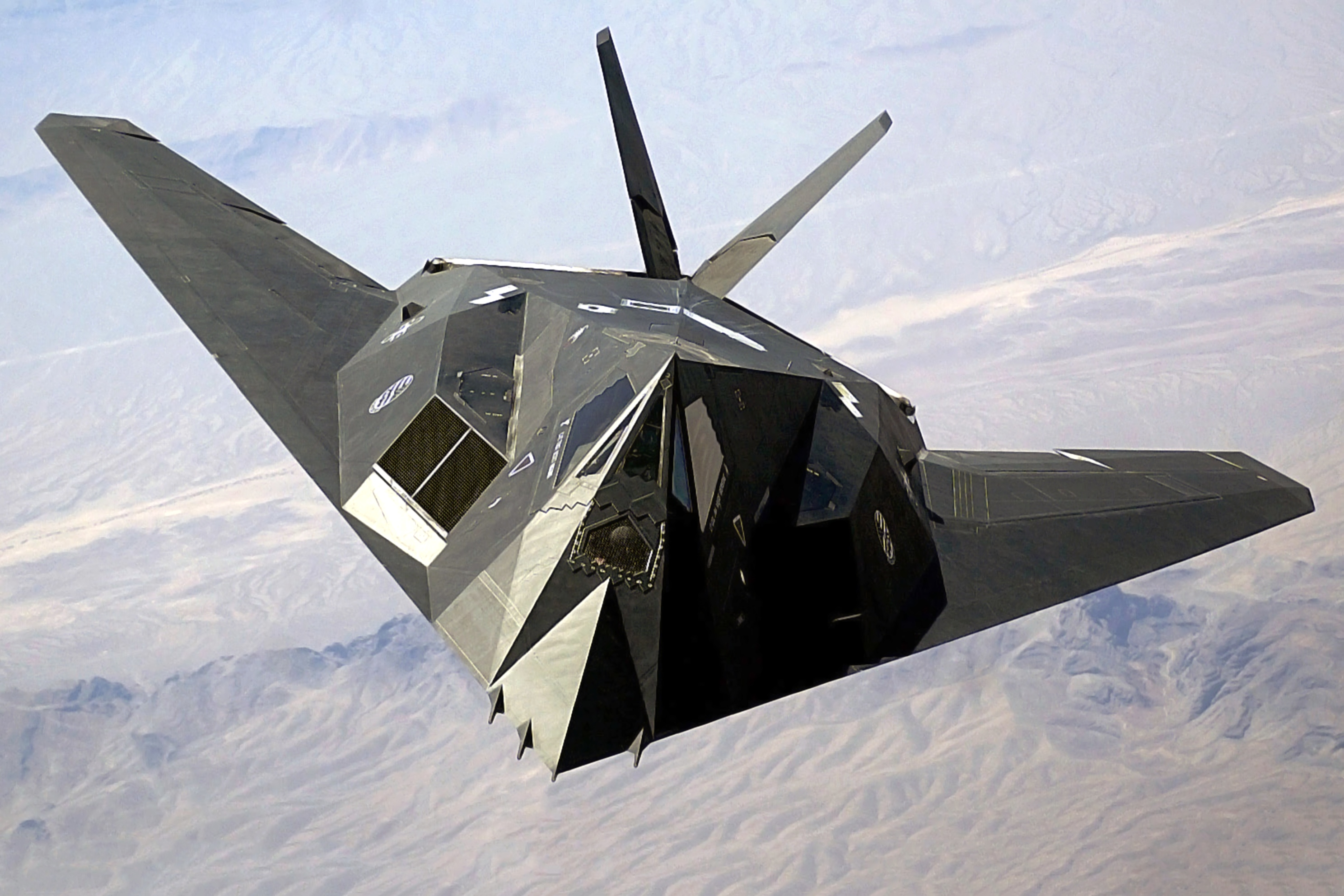
Một chiếc F-117 đang bay trên núi

Các Lockheed Have Blue nguyên mẫu là máy bay chiến đấu tàng hình siêu thanh (một mô hình khái niệm nhỏ hơn của F-117 Nighthawk), được bay lần đầu tiên tại Hồ Groom vào tháng 5 năm 1977.
Năm 1978, Không quân trao một hợp đồng phát triển toàn diện cho F-117 của dự án phát triển nâng cao của tập đoàn Lockheed Corporation. Ngày 17 tháng 1 năm 1981 vài nhóm thử nghiệm cho chiếc Lockheed tại Khu 51 được chấp nhận giao đầy đủ giấy tờ hợp đồng và phát triển Scale (FSD) mẫu thử nghiệm đầu tiên là 79-780 - YF-117A. Lúc 6:05 vào ngày 18 Tháng Sáu năm 1981, Lockheed Skunk Works được một phi công thử nghiệm tên là Hal Farley điều khiển cất cánh YF-117A 79-780 lên khỏi đường băng của Khu 51.

## Tình trạng pháp lý

### Lập trường của Chính phủ Mỹ về Khu vực 51

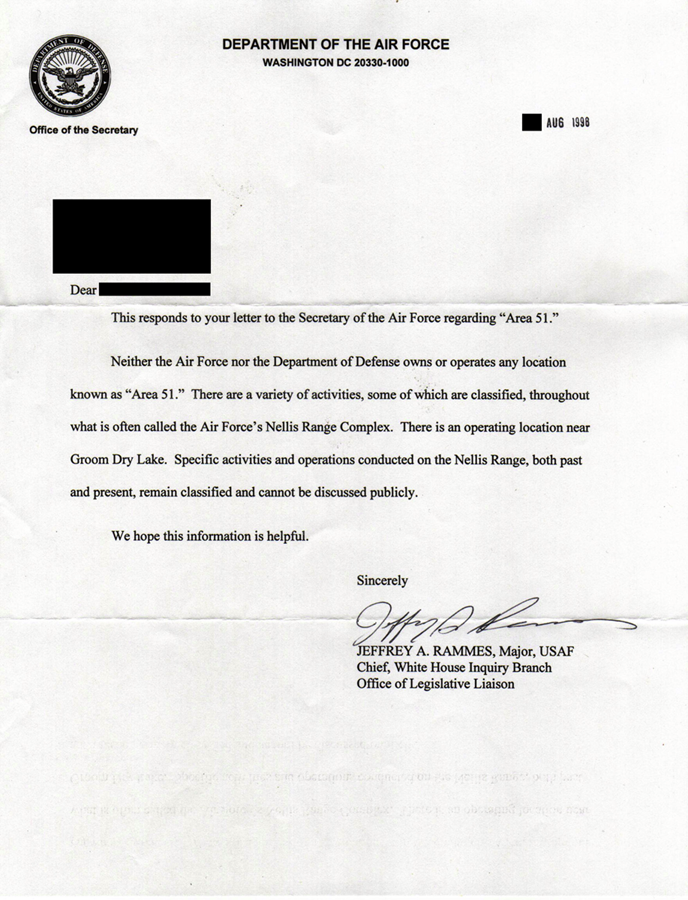
Một lá thư từ Không quân Hoa Kỳ trả lời một truy vấn về Area 51

Vào năm 2013, chính phủ Hoa Kỳ chính thức thừa nhận sự tồn tại của Khu vực 51. Tuy nhiên, lượng thông tin của chính phủ Hoa Kỳ để sẵn sàng cung cấp các sự việc liên quan đến Khu vực 51 nói chung là rất ít, tối thiểu. Khu vực xung quanh hồ là vĩnh viễn ngoài giới hạn của cả người dân và bình thường lẫn không lưu quân sự. Các sĩ quan an ninh đang liên tục kiểm tra thường xuyên; máy ảnh và các loại vũ khí bị cấm sử dụng. Ngay cả đào tạo phi công quân sự vào các biện pháp kỷ luật nguy hiểm của NAFR nếu có người đi lạc vào Khu 51, trừ "Vùng Groom" xung quanh là không phận của Hồ Groom. Giám sát được bổ sung sử dụng cảm biến chuyển động chôn. Khu 51 là một điểm đến phổ biến cho Janet, de facto-tên của một hạm đội nhỏ của máy bay chở khách hoạt động trên danh nghĩa của Không quân Hoa Kỳ để vận chuyển nhân viên quân sự, chủ yếu từ Sân bay Quốc tế McCarran.

## Bảo vệ

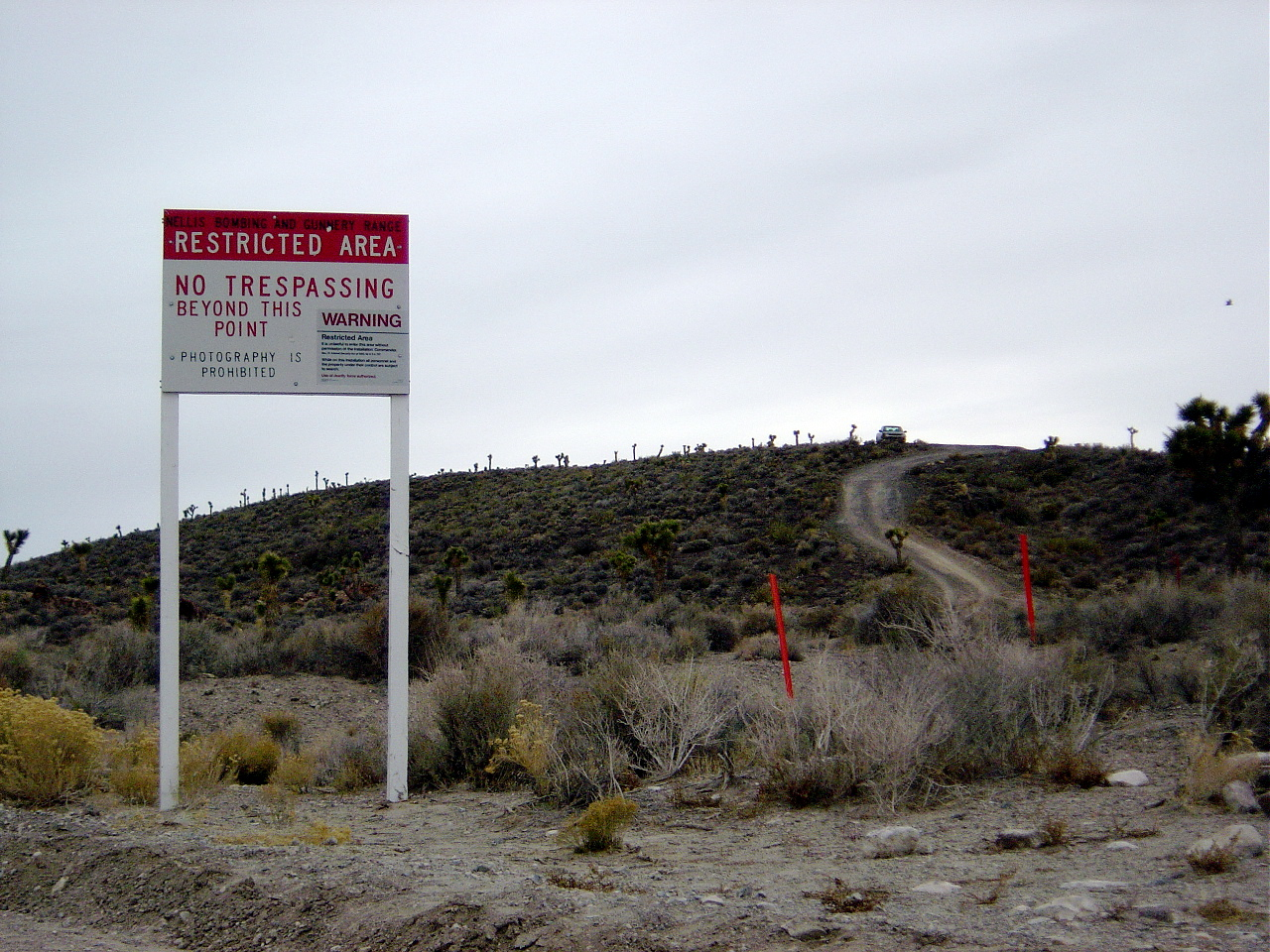
Biển báo cấm xung quanh khu 51

Chu vi bao quanh căn cứ được đánh dấu bằng các cột màu cam và được tuần tra bởi lính canh trong những chiếc xe bán tải màu trắng và những vết ngụy trang. Những người bảo vệ thường được gọi là "cammo dudes" (những chàng cammo) bởi những người yêu thích. Các lính canh sẽ không trả lời câu hỏi về cấp trên của họ; tuy nhiên theo New York Daily News, có những dấu hiệu cho thấy họ được tuyển dụng thông qua một nhà thầu như AECOM. Các tín hiệu, biển báo xung quanh chu vi của căn cứ khuyên rằng những kẻ xâm phạm sẽ bị lực lượng chết người được ủy quyền chống lại.
Công nghệ cũng được sử dụng để duy trì bảo vệ biên giới của căn cứ; bao gồm camera giám sát và thiết bị thăm dò chuyển động. Một số máy dò chuyển động này được đặt cách xa căn cứ trên khu đất công để thông báo cho lính canh nếu có người tiếp cận.

## Ảnh từ Skylab chụp năm 1974
Vào tháng 1 năm 2006, cuốn sách Lịch sử không gian của Dwayne A. Day, đã được xuất bản trên một bài báo trong tạp chí hàng không vũ trụ trực tuyến The Space Review với tiêu đề "Astronauts and Area 51: the Skylab Incident" (Các nhà du hành vũ trụ và Khu vực 51: Sự cố Skylab). Bài viết này được dựa trên một bản ghi chép được viết vào năm 1974 viết cho giám đốc CIA William Colby bởi một quan chức CIA không rõ tên, các bản ghi chép đó đã báo cáo rằng các nhà du hành trên tàu Skylab 4 đã vô tình chụp được ảnh tại một vị trí nào đó, trong bản ghi chép cho biết.
Mặc dù tên các vị trí đã bị giấu đi, bối cảnh dẫn đến Day tin rằng đối tượng được chụp chính là Hồ Groom.

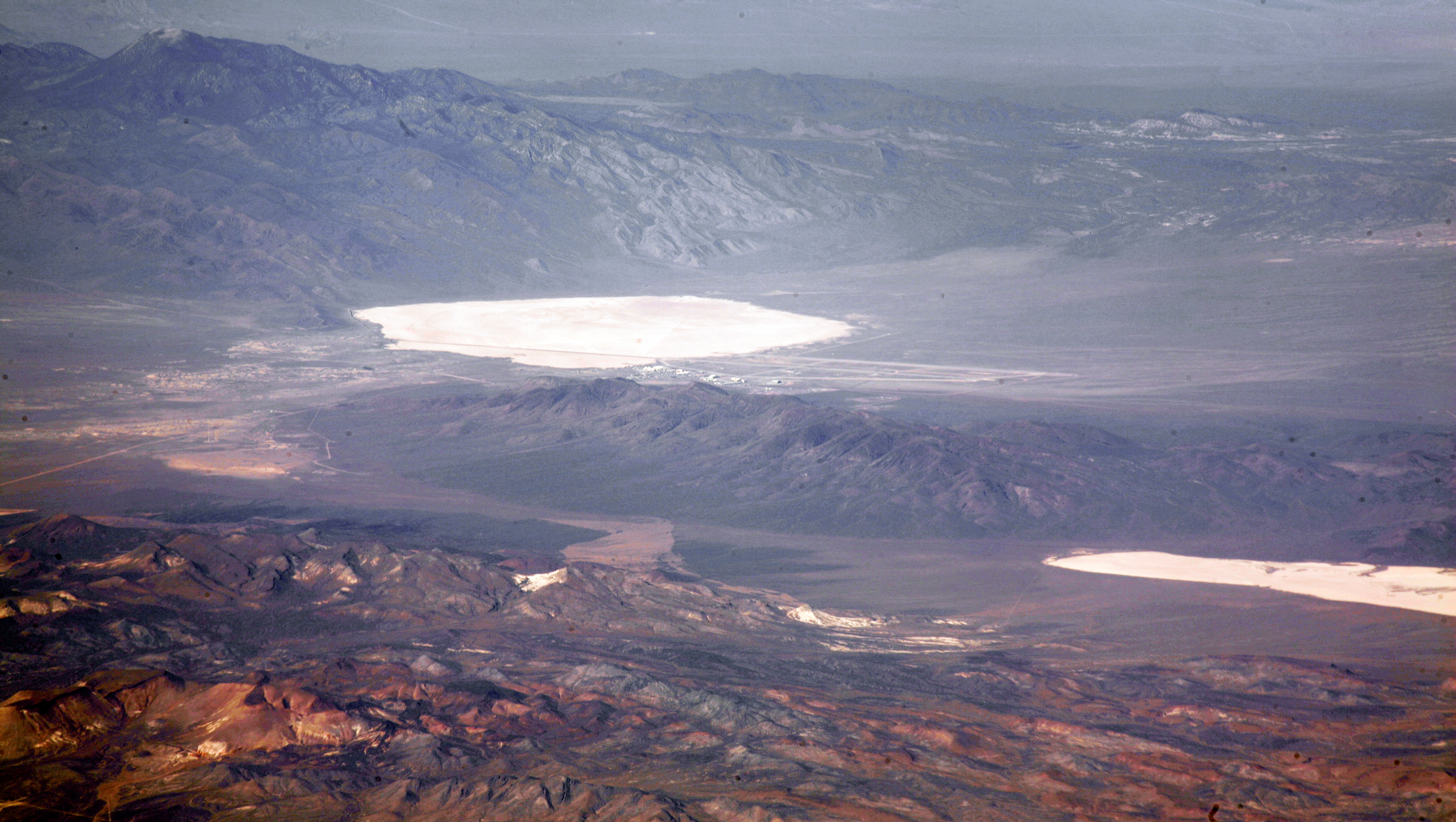
Hồ Groom và Khu 51 từ Skylab

### Hình ảnh vệ tinh khác
Hình ảnh vệ tinh khác cũng có sẵn, bao gồm cả hình ảnh hiển thị những gì dường như là của máy bay quân sự F-16 Fighting Falcon đã chụp được khi nó đang bay trên không phận của khu 51.

## Các thuyết âm mưu và UFO

### Từ chính phủ Hoa Kỳ
Trong những tài liệu vừa được công bố, không có dòng nào nhắc đến các vật thể bay ngoài Trái Đất (UFO) hoặc các nghiên cứu về người ngoài hành tinh khác tại Khu 51 này.
Tuy nhiên, các nhà nghiên cứu cho rằng tập tài liệu này đã không cung cấp đầy đủ thông tin và chắc chắn còn có hàng nghìn trang tài liệu khác về nơi này. Nhiều người vẫn tin rằng một số vật thể bay không xác định (UFO) xung quanh một căn cứ quân sự bí mật của Mỹ hơn nửa thế kỷ qua.

Vào giữa những năm 1950, máy bay dân sự chỉ bay dưới 20.000 feet trong khi máy bay quân sự bay trên 30.000 feet. Một khi U-2 đã bắt đầu bay ở trên 60.000 feet, một tác dụng phụ không mong muốn là số thông tin báo cáo nhìn thấy UFO ngày càng gia tăng. Nhìn thấy UFO hay xảy ra thường xuyên nhất trong đầu giờ buổi tối, khi phi công hãng hàng không bay về phía tây thấy đôi cánh bạc của U-2 của phản ánh mặt trời lặn, cho máy bay có hình dáng như một vật thể bay kì lạ đang "bốc lửa" xuất hiện. Dự án đã kiểm tra lại chiếc U-2 và sau đó hồ sơ chuyến bay của Oxcart để loại bỏ phần lớn các báo cáo tin đồn về UFO nó nhận được trong thời gian cuối những năm 1950 và 1960, mặc dù nó không thể tiết lộ với người viết thư sự thật đằng sau những gì họ nhìn thấy.72-73 tương tự như vậy, các cựu chiến binh của dự án thử nghiệm như Oxcart và Nerva tại Khu 51 đồng ý rằng các công việc của họ (bao gồm 2.850 chuyến bay thử nghiệm Oxcart một mình) đã nhiều lần nhắc đến các UFO và những tin đồn khác:
Hình dạng của Oxcart là chưa từng có, với độ rộng, thân của nó giống cái đĩa được thiết kế để thực hiện một thùng chưa lượng lớn nhiên liệu. Phi công thương mại bay qua Nevada vào lúc hoàng hôn ngước lên trên nhìn và nhìn thấy đáy của Oxcart Whiz với tốc độ hơn 2.000 dặm một giờ. Thân bằng titan của máy bay di chuyển rất nhanh như một viên đạn, phản xạ lại các tia nắng mặt trời trong một cách mà có thể làm cho bất cứ ai nghĩ rằng đó chính là một UFO.

### Các bằng chứng của người dân xung quanh về UFO
Một số người cho rằng con đường Nevada State Route 375 dẫn đến Khu vực 51 thường hay xuất hiện rất nhiều hiện tượng lạ, một số cho rằng đó là những UFO thường hay đến khu vực bí mật này.
Những tin đồn xung quanh việc Khu vực 51 có liên quan đến UFO bắt đầu xuất hiện từ cuối những năm 1980, khi một người đàn ông có tên Robert Lazar phát biểu trên một kênh truyền hình rằng ông ta đã làm việc ở Nellis (tên trước của căn cứ không quân Edwards) với vị trí là một nhà vật lý, tham gia các dự án tối mật, giúp đỡ các nhà khoa học khác trong việc nghiên cứu các đĩa bay bị rơi.
Điều này đã khuấy lên những xôn xao trong dư luận về người ngoài hành tinh đặc biệt là đối với những người tin vào UFO là thật. Tuy nhiên, về sau, những điều ông Robert Lazar nói đã bị phản bác. Ông ta không những đã hoàn toàn bịa đặt về công việc ở Nellis mà còn cả bối cảnh, xuất thân của mình. Hầu như không có điều gì Robert nói là sự thật.
Tuy vậy, những lời bịa đặt của Robert đã đi dần vào tiềm thức của cộng đồng và vẫn có một vài người đi theo bước chân của ông ta, tạo ra những tin đồn thất thiệt về sự hiện diện của các thế lực ngoài Trái Đất ở Khu vực 51.
Sở dĩ, nơi đây được liệt vào hàng bí ẩn nhất thế giới bởi những đồn đoán cho rằng, Khu vực 51 là nơi một phi thuyền của người ngoài hành tinh gặp nạn tại Roswell vào năm 1947.

### Sự kiện Facebook gây bão khu vực 51
Vào tháng 7 năm 2019, hơn 2.000.000 người đã trả lời một đề xuất đùa nghịch về việc xâm phạm Khu vực 51 xuất hiện trong một bài đăng ẩn danh trên Facebook. Hơn 1.500.000 người khác cho biết họ quan tâm đến sự kiện này, dự kiến vào ngày 20 tháng 9 năm 2019 và được gọi là "Storm Area 51, They Can't Stop All of Us", một nỗ lực để được "nhìn thấy người ngoài hành tinh." Người phát ngôn của không quân Laura McAndrews cho biết các quan chức chính phủ biết về đề xuất này. Trong một tuyên bố với  The Washington Post , cô nói:
(Khu vực 51) là một khu vực huấn luyện dành cho Không quân Hoa Kỳ, và chúng tôi sẽ không khuyến khích bất kỳ ai cố gắng đến khu vực nơi chúng tôi huấn luyện lực lượng vũ trang Hoa Kỳ. Không quân Hoa Kỳ luôn sẵn sàng bảo vệ nước Mỹ và tài sản của mình.

Các phương tiện truyền thông báo cáo rằng người tạo ra đề xuất đã nói rằng nó mang tính châm biếm và có nghĩa nó là một trò đùa. Giữa 1.500 và 3.000 người đã có mặt tại lễ hội ở nông thôn Nevada, trong khi hơn 150 người thực hiện cuộc hành trình qua nhiều dặm đường đất để đến được gần cổng của Khu vực 51. Có một trường hợp, 40 người tập trung quanh cổng đã bị chính quyền giải tán. Năm người đã bị bắt giữ tại sự kiện này.

## Phóng xạ từ những vụ thử nghiệm hạt nhân
Khu vực cấm xung quanh Vùng 51 có diện tích gần 1640 km², với vị trí trung tâm là hồ Groom, khu vực thử nghiệm bắn và ném bom rộng 8.320 km² về phía bắc của Las Vegas. Riêng căn cứ thử nghiệm Nevada đã chiếm đến 2.560 km², vì thế các khu vực xung quanh gần Khu 51 chịu ô nhiễm nhẹ vì những cuộc thử nghiệm vũ khí hạt nhân mạnh này.
Tại đây, đã từng có một cuộc một kiểm tra độ an toàn chất phóng xạ (dự án 57) được tiến hành để mô phỏng những gì sẽ xảy ra nếu một chiếc máy bay chở bom nguyên tử bị rơi và phát tán chất phóng xạ vào môi trường. Với cách này, Dự án 57 đã trở thành cuộc thử nghiệm bom nguyên tử đầu tiên của Mỹ.
Các nhà khoa học đưa ra giả thuyết rằng vụ nổ của những chất nổ cường độ cao xung quanh một đầu đạn hạt nhân sẽ phát tán một lượng rất lớn plutonium vào môi trường. Tuy nhiên, lượng plutonium đã phát tán và diện tích chịu ảnh hưởng của phóng xạ vẫn chưa được xác định rõ ràng.

## Trong văn hóa đại chúng
Trong các phim ảnh, chương trình truyền hình, và nhiều phim ảnh hư cấu khác của Khu vực 51 đã từng mô tả về nó, hoặc một sự đối lập với nó như hư cấu của một thiên đường cho sinh vật ngoài Trái Đất, sinh vật dị dạng không xác định, Du hành thời gian, và những âm mưu nham hiểm, thường liên kết nó với những sự kiện như sự cố UFO tại Roswell.
- Trong 1996 phim hành động Ngày Độc lập, quân đội Hoa Kỳ sử dụng công nghệ ngoài Trái Đất bị bắt tại Roswell để tấn công sự xâm lược của người ngoài hành tinh từ hạm đội tại Khu 51. Trong năm 2016, một bộ phim khác tiếp theo là Ngày Độc lập: Sự hồi sinh, mà 20 năm sau khi các sự kiện của bộ phim đầu tiên, Khu 51 đã trở thành trụ sở của không gian phòng cho Quốc phòng Không gian Trái Đất (CBD).
- Các "Hangar 51"[69] từ kho chính phủ của phim Indiana Jones, trong số các vật thể kỳ lạ khác, Hòm Bia Giao Ước và một xác chết người ngoài hành tinh cung nhiều tang vật khác từ Roswell.
- Trong bộ phim truyền hình Stargate SG-1, Khu 51 được cho như là một kho lưu trữ, nghiên cứu và phát triển, xây dựng và cơ sở thử nghiệm cho các hệ thống vũ khí tiên tiến và máy bay / tàu vũ trụ được thiết kế sử dụng công nghệ nước ngoài phát hiện sau khi các Stargate đã được kích hoạt. Các phòng thí nghiệm cũng đã tham gia vào nghiên cứu y học tiên tiến. Một loạt nói rằng, trước khi kích hoạt các Stargate, tin đồn về công nghệ, cá nhân hiện tại Area 51 người nước ngoài là vô căn cứ.
- Các phim truyền hình Seven Days diễn ra bên trong Khu vực 51, với các cơ sở có chứa một bí mật NSA du hành thời gian, hoạt động sử dụng công nghệ nước ngoài thu hồi từ Roswell.
- Năm 2004: trò chơi điện tử Grand Theft Auto: San Andreas có một căn cứ quân sự bí mật có tên "Area 69" trong trò chơi và một số nhiệm vụ trong trò đều được kết nối với nó.
- Năm 2005: trò chơi điện tử Area 51 được thiết lập ở các cơ sở, và đề cập đến Roswell và trò chơi 'khăm hạ cánh mặt trăng' thuyết âm mưu.
- Area 51- một cuốn tiểu thuyết loạt của Bob Mayer (ban đầu được viết dưới bút danh của mình, Robert Doherty, được thiết lập trên cơ sở và hoạt động của cú nhảy cao được cho là đã được một vỏ bọc cho một cuộc thám hiểm để khai quật đĩa bay bị chôn vùi dưới thềm băng ở Nam Cực bằng khách ngoài Trái Đất.[70]
- Nhiệm vụ cuối cùng của năm 2000 là trò chơi Deus Ex được thiết lập trong Khu vực 51. Trong câu chuyện của trò chơi, hệ thống giám sát mạnh mẽ cho giám sát mạng thông tin liên lạc toàn cầu được tổ chức tại Khu vực 51, và hành động của người chơi có ảnh hưởng đến các khóa học của tương lai.
- Las Vegas 51s là một giải đấu nhỏ của đội bóng chày chuyên nghiệp AAA.
- Tập 7 của Archer - loạt phim truyền hình Archer ("Nellis") được thiết lập tại Khu 51, nơi Pam và Krieger gặp người ngoài hành tinh.

## Hình ảnh

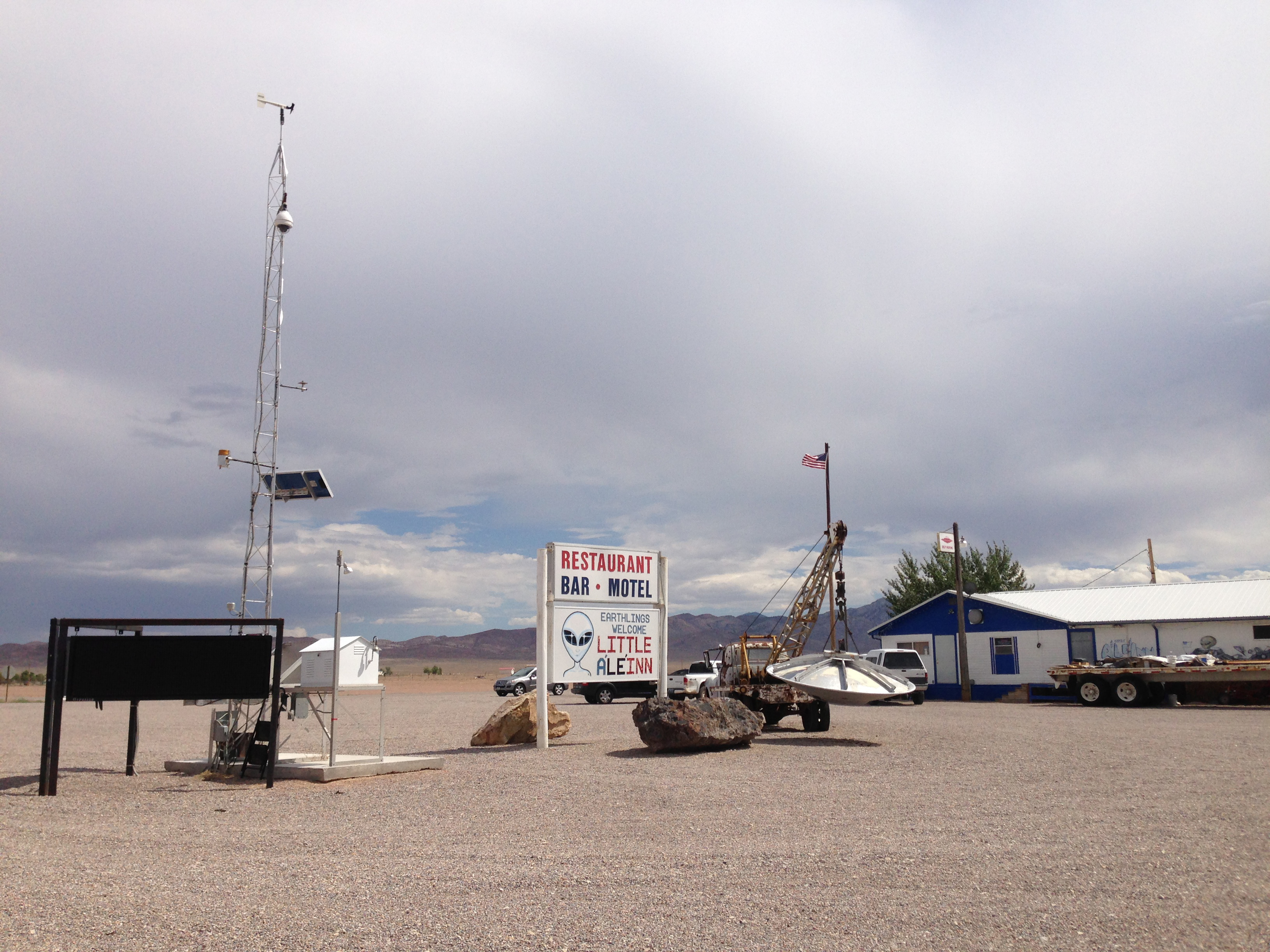
Bảng hiệu và mô hình UFO tại một nhà hàng nhỏ nằm bên Đường cao tốc Người Ngoài Trái Đất - Nevada State Route 375, gần Khu vực 51. Ảnh chụp năm 2014
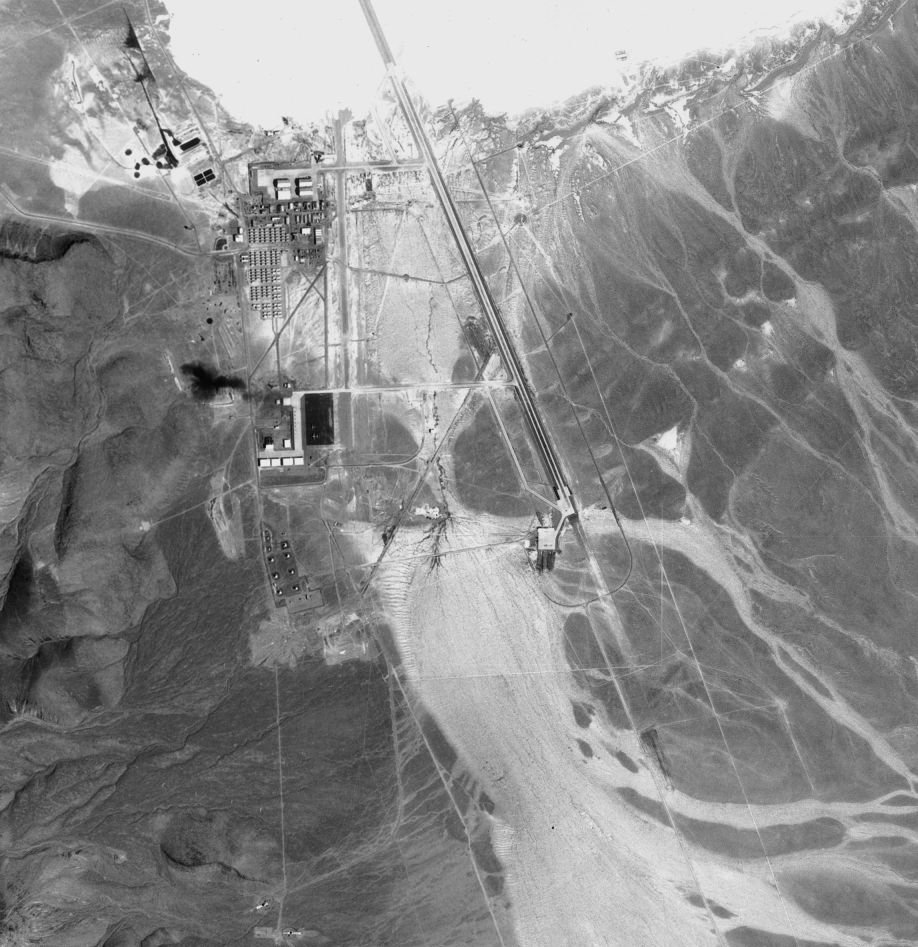
Ảnh chụp từ máy bay năm 1968 của Khu Vực 51
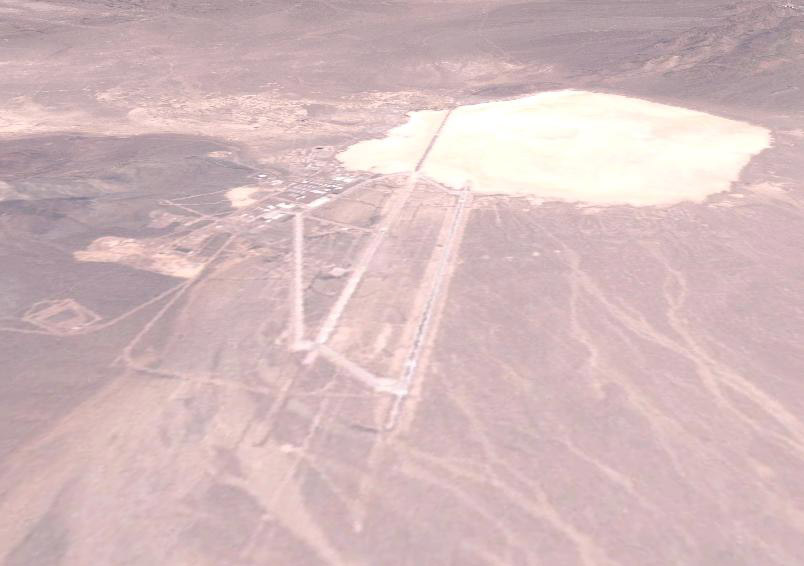
Hồ Groom
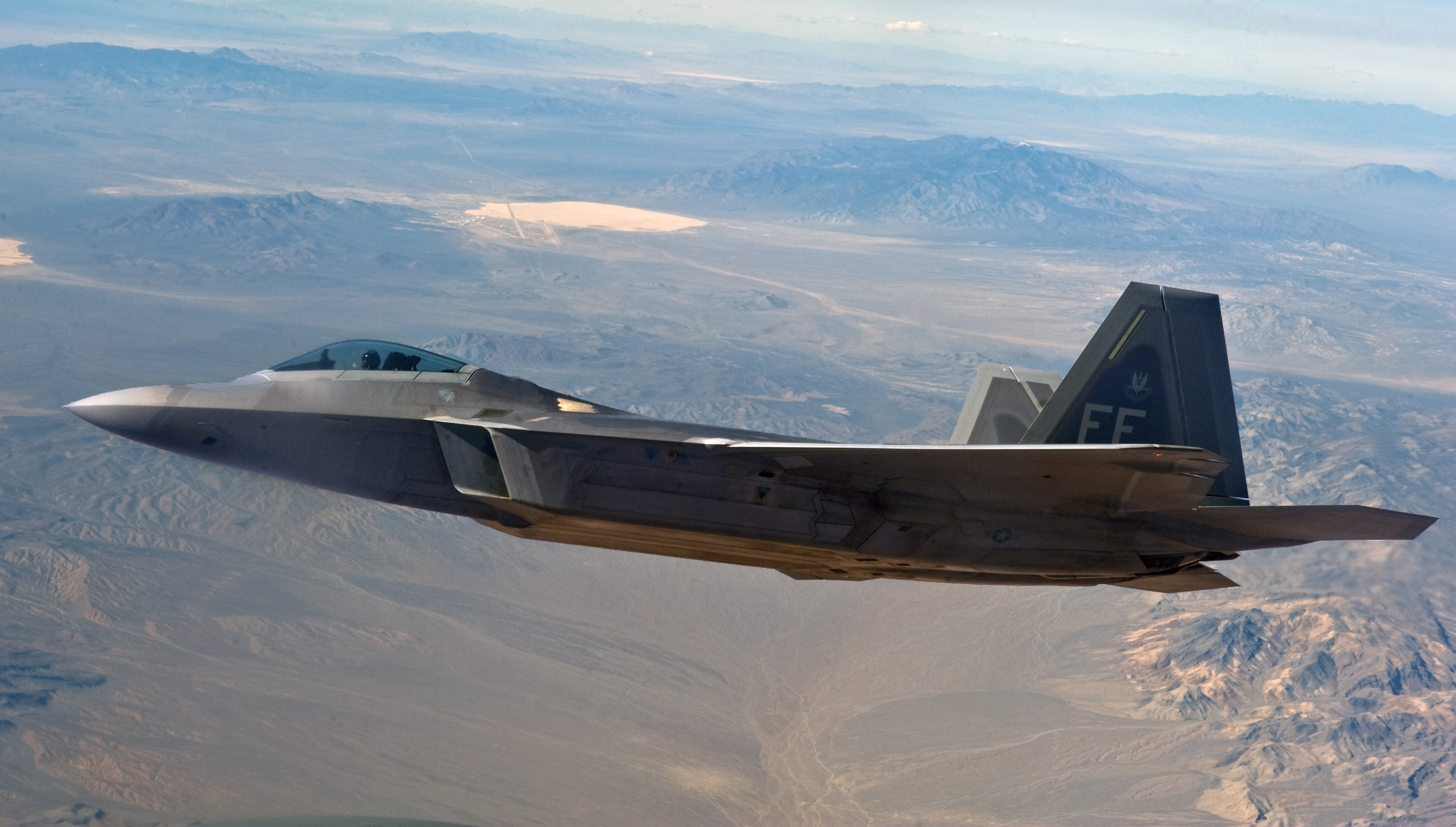
Một chiếc F-22 đang bay gần Khu vực 51, có thể nhìn thấy hồ muối Groom phía sau trong hình.

### Chung
- Dreamland Resort – Detailed history of Area 51 (tiếng Anh)
- Roadrunners Internationale – Covering the history of the U2 and A-12 Blackbird spy plane projects (tiếng Anh)
- "How Area 51 Works", on HowStuffWorks (tiếng Anh)

### Bản đồ và hình ảnh
- The site Wikimapia
- Dreamland Resort's map of Area 51 buildings (tiếng Anh)
- Dreamland Resort Maps – Maps of Area 51 and Google Earth plug-ins (tiếng Anh)
- Topographic Map of the Emigrant Valley / Groom area (tiếng Anh)
- Aerial photos of Area 51 show the base's growth since 1959 Lưu trữ ngày 9 tháng 11 năm 2013 tại Wayback Machine (tiếng Anh)
- Photographs of McCarran EG&G terminal and JANET aircraft (tiếng Anh)
- Official FAA aeronautical chart of Groom Lake (tiếng Anh)
- Historical pictures of Groom Lake, Groom Lake Mining District Lưu trữ ngày 29 tháng 12 năm 2013 tại Wayback Machine, Department of Special Collections, Digital Image Collections, University of Nevada, Reno, accessed 30 January 2009 (tiếng Anh)